# スピリット (探査機)
スピリット (Spirit)、正式名称マーズ・エクスプロレーション・ローバーA (Mars Exploration Rover A, MER-A) は、アメリカ航空宇宙局 (NASA) の火星探査車。マーズ・エクスプロレーション・ローバー計画でオポチュニティと共に火星に送られた無人探査車の一つである。

## 運用

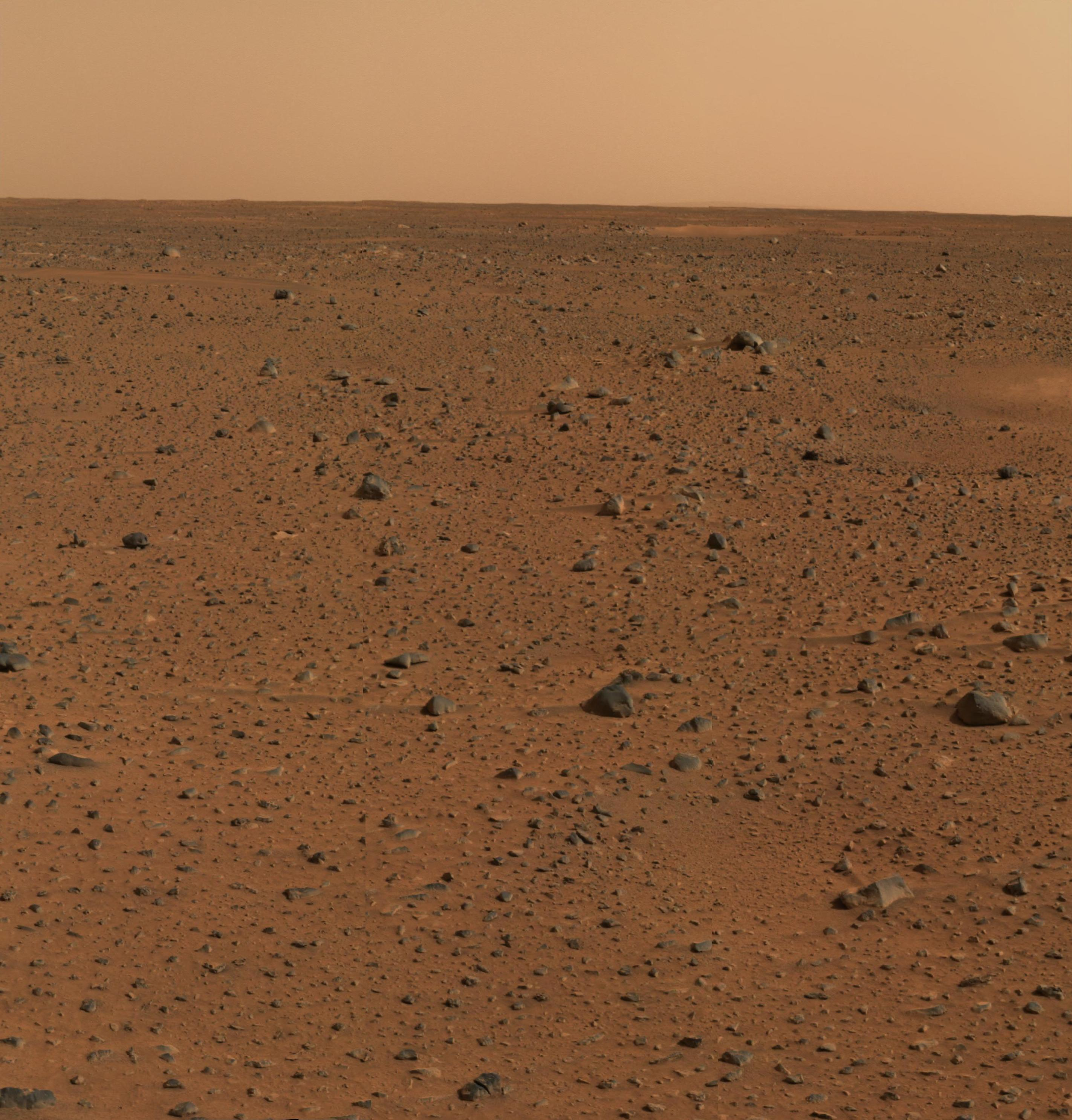
スピリットが最初に撮影したカラー写真

2003年6月10日に打ち上げられ、2004年1月3日に火星のグセフクレーターに着陸した。打ち上げ直前の2003年2月1日に発生したコロンビア号空中分解事故を受けて、中型ゲインアンテナの裏には死亡した搭乗員7人を記念したプレートが取り付けられている。また着陸地点は「コロンビア・メモリアル・ステーション」と命名された。
火星大気中の埃が太陽光発電パネルに積もり、発電量低下が続いていたが、2005年3月12日に火星表面に発生するつむじ風によってパネルの埃が吹き飛ばされたのか、発電量が回復した。同様の現象は2009年2月6日にも起きている。
2006年3月、スピリットの右前輪がモーターの断線のため動作しなくなり、以後は残った5輪で走行することになった。
2008年の火星の冬の間、太陽電池パネルに積もった塵と日射量の減少のためスピリットは活動不可能になると懸念されたが、冬を乗り越えて探査を続けることができた 。
2009年5月、トロイと呼ばれる砂地を通過しようとした際に車輪が砂に填まり、身動きがとれなくなった。以降はその場に留まって観測を続けた。地上での再現実験を経て、脱出のための車輪回転が同年11月17日から行われたが成功せず、12月には右後輪も故障して動かなくなった。NASAは2010年1月26日に脱出を断念し、静止観測点としての活動を続けると発表した。

### 運用終了
2010年に火星の南半球が冬季に入るとスピリットの発電量は低下し始めた。2010年3月22日まで通信は成功したものの、次の3月30日の通信にスピリットは反応せず、この間に越冬に向けて消費電力を抑える「冬眠モード」に入ったと考えられている。スピリットはすでに3回の越冬を経験していたが、今回は砂地にはまり込んだため太陽電池パネルを発電に有利な向きに傾けることができなかった。電子機器の老朽化も進み、これまでになく厳しい状況になると予想された。
冬季を抜けて日照量が回復すれば復旧の可能性はあるが、「全システムがダウン」した場合の復旧条件は「-100℃という極寒を、ヒーターを使わずに電源系が生きている」という極めて過酷な条件であった。NASAはわずかな可能性にかけて、冬季を抜けたスピリットとの交信を断続的に試みたが、2011年3月の火星の夏至を過ぎても通信が回復することはなかった。同年5月25日、正式にスピリットのミッション終了が宣言された。
スピリットの当初の活動予定は3ヶ月間だったが、2004年の着陸から2010年の通信途絶まで6年以上にわたって活動を続けたことになる。

## 画像

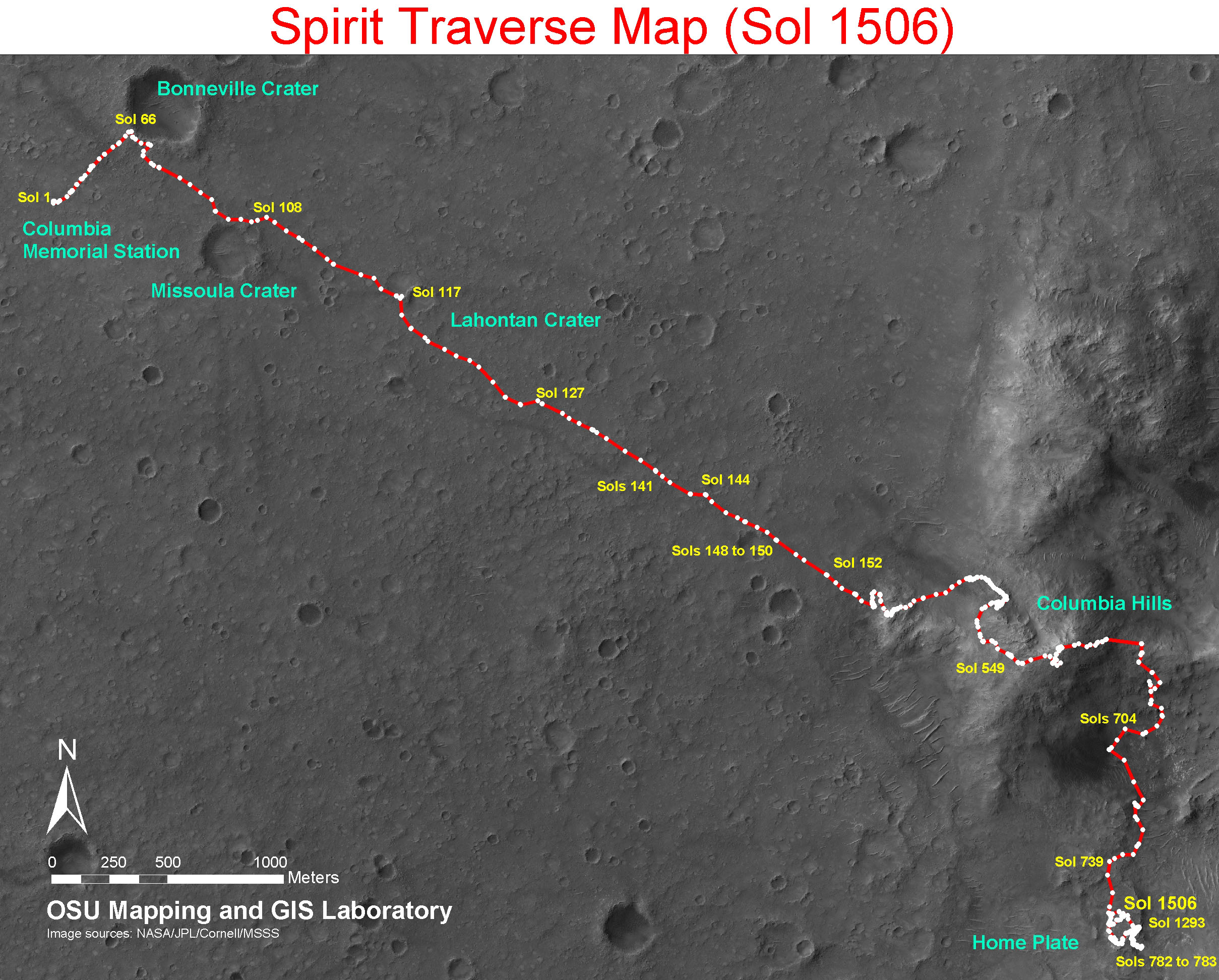
スピリットの移動経路
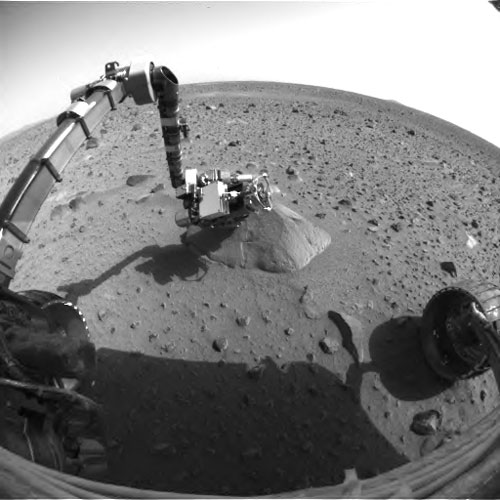
ロボットアームを動かすスピリット
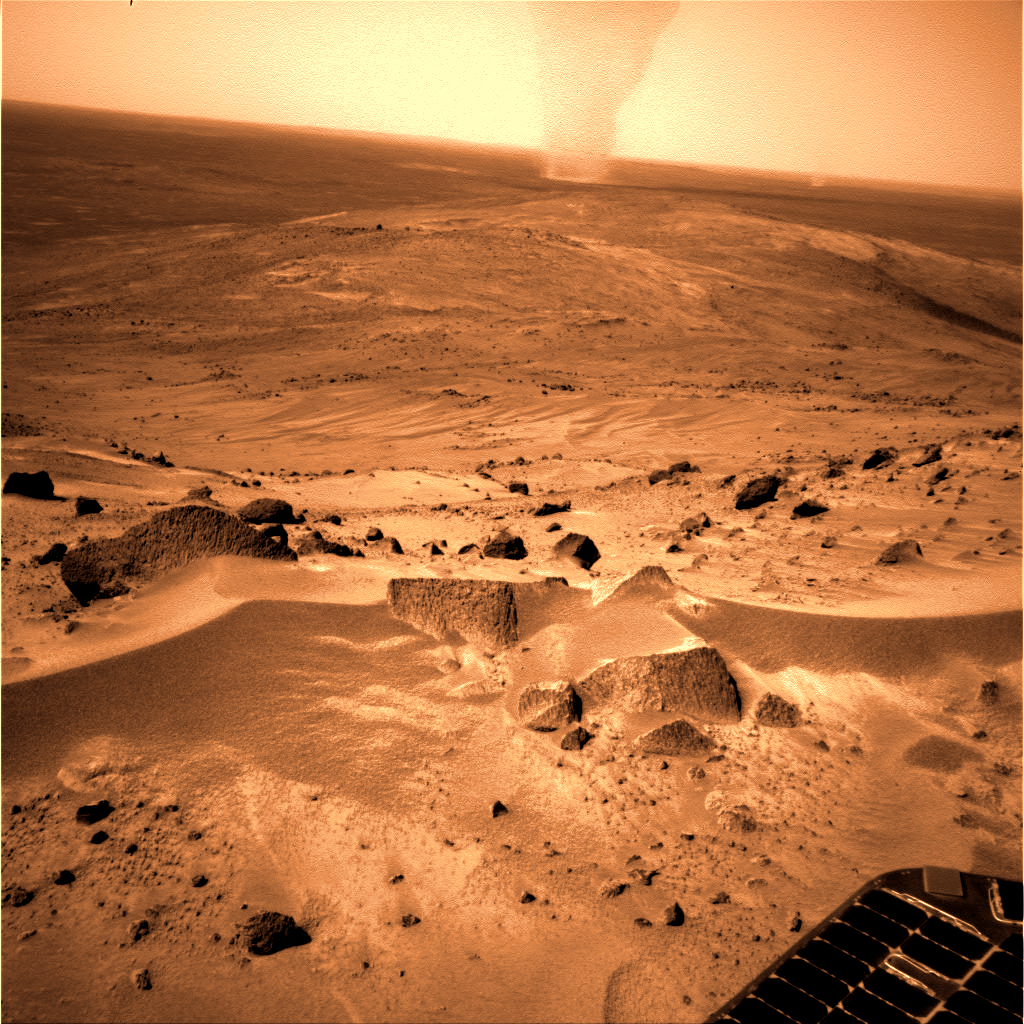
スピリットが撮影した火星の塵旋風
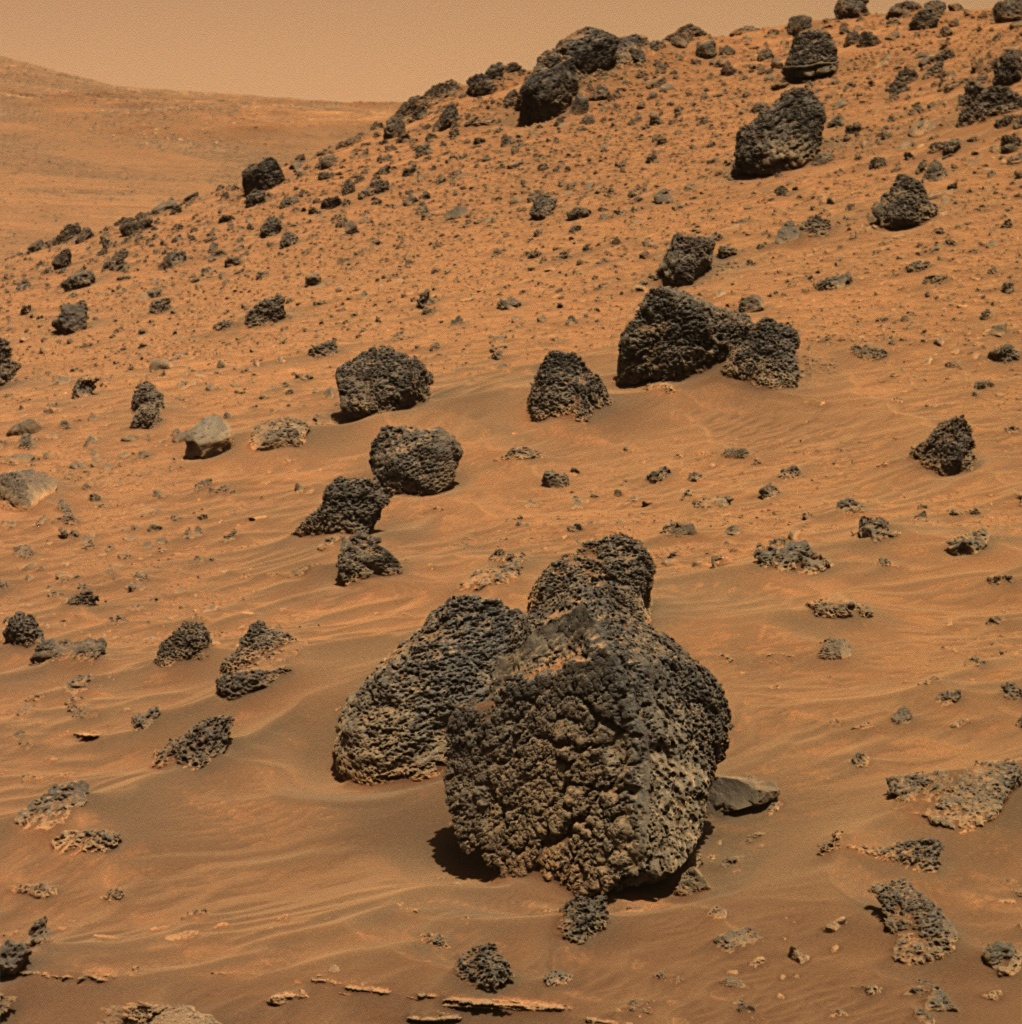
火星の火山岩
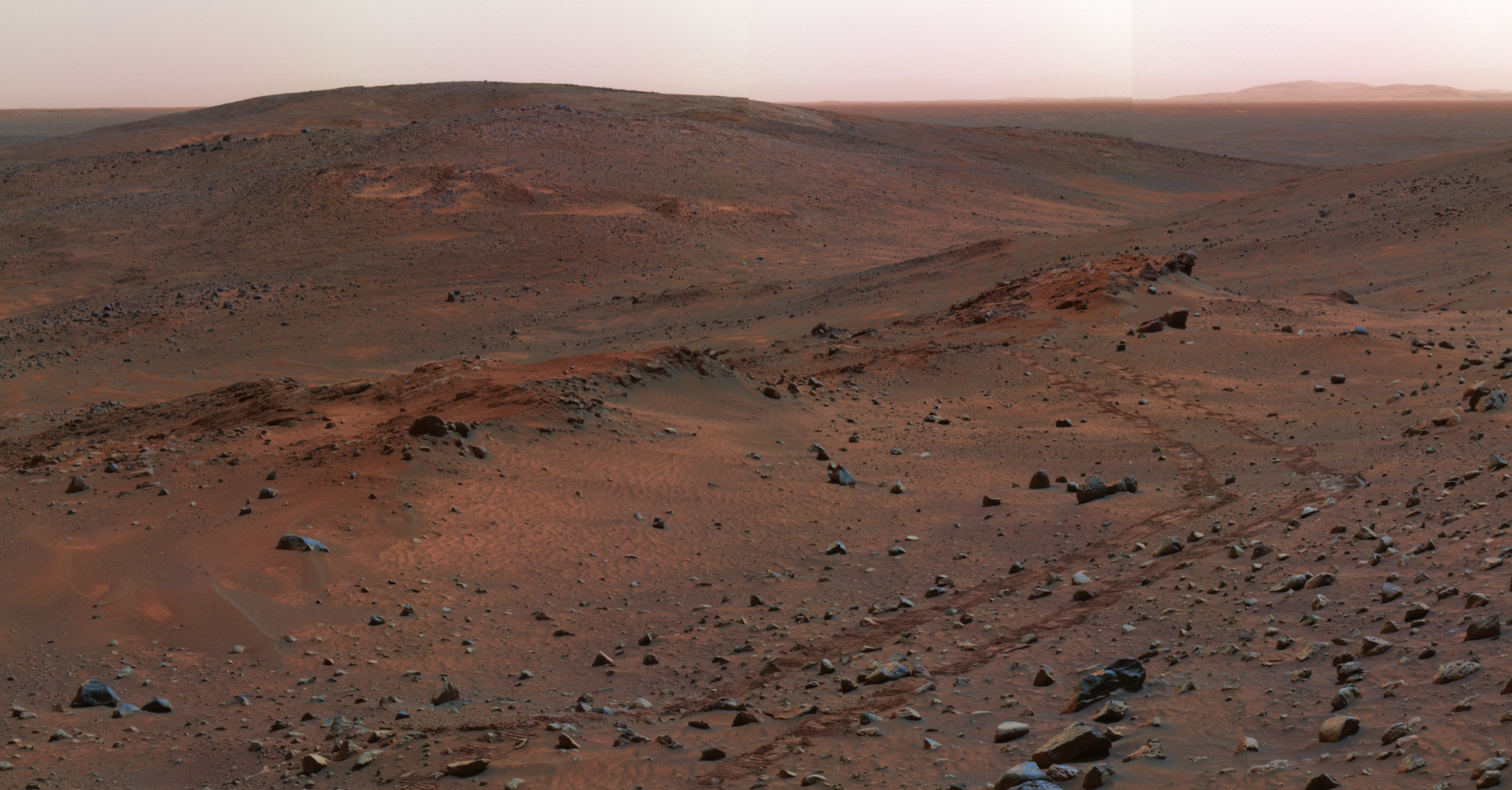
グセフクレーターのコロンビア・ヒルズ
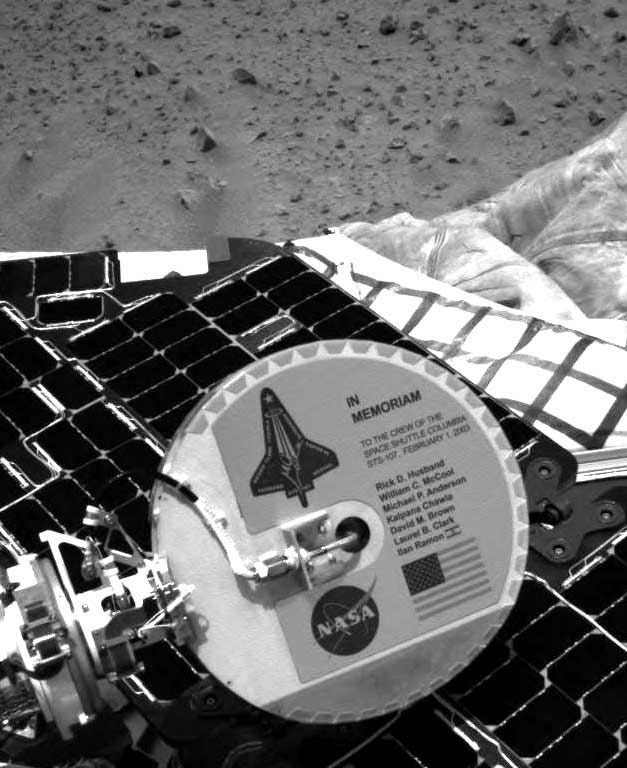
コロンビア号空中分解事故の犠牲者を追悼したプレート
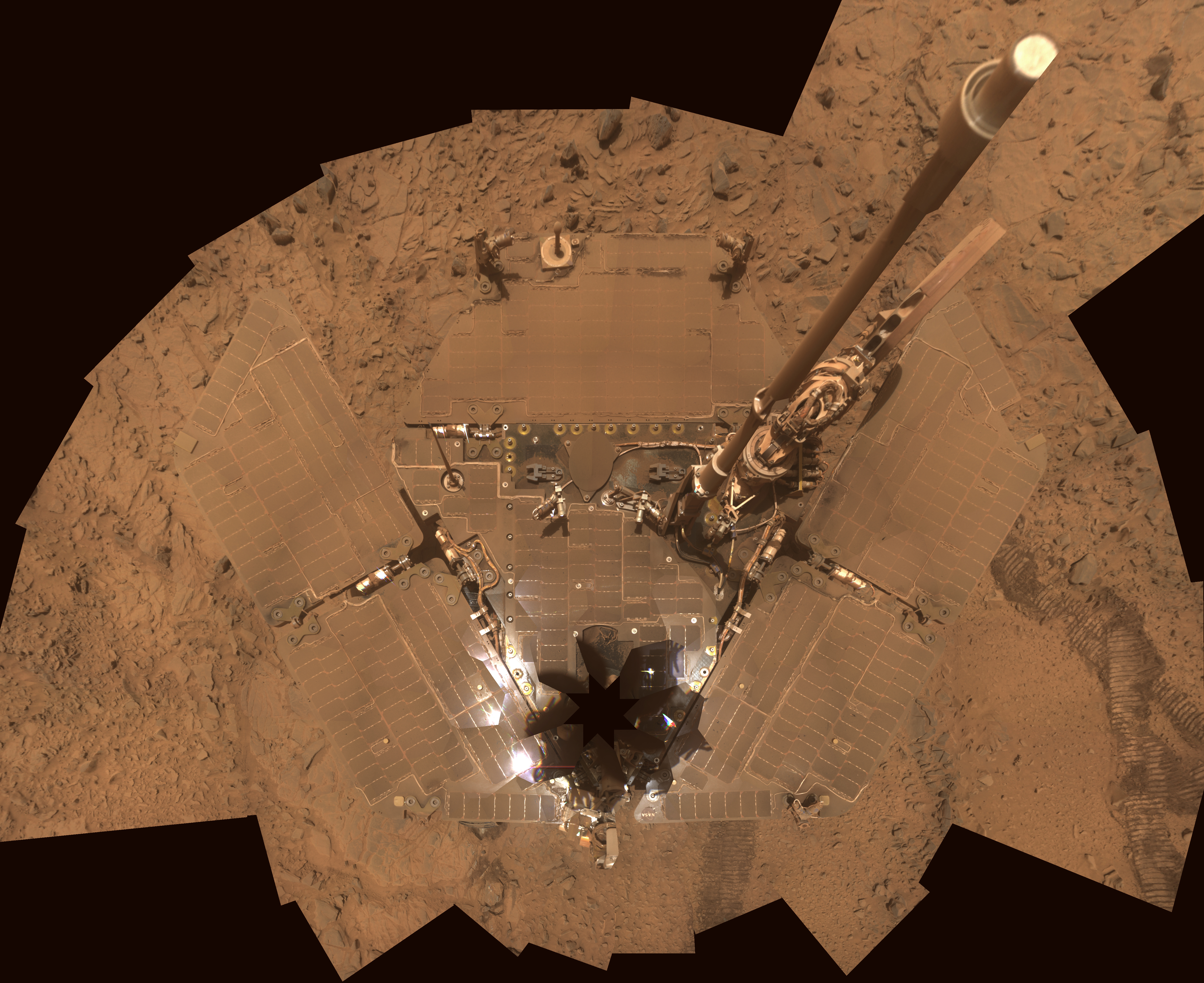
スピリットの自撮り写真（2007年）。太陽電池は塵に覆われている。